# 拉里·坎农
劳伦斯·T·坎农（英語：Lawrence T. Cannon，1947年4月12日—），美国NBA联盟前职业篮球运动员。他在1969年的NBA选秀中第1轮第5顺位被芝加哥公牛选中。